# Cristian Manea
Cristian Marian Manea (* 9. August 1997 in Constanța) ist ein rumänischer Fußballspieler. Der rechte Außenverteidiger ist A-Nationalspieler.

## Karriere

### Vereine
Manea begann im Alter von sechs Jahren bei Metalul Constanța mit dem Fußballspielen. Später spielte er in der Jugendmannschaft des FC Viitorul Constanța, die von Gheorghe Hagi trainiert wird. Von dort rückte er im März 2014 zu den Profis auf. Am 21. April 2014 kam er bei der 0:3-Niederlage im Heimspiel gegen Steaua Bukarest im Alter von 16 Jahren zu seinem ersten Einsatz in der Liga 1, der höchsten rumänischen Spielklasse. Eine Woche später stand er beim Spiel gegen Corona Brașov erstmals in der Startelf. Am 13. April 2015 erzielte Manea beim 2:1-Sieg Petrolul Ploiești mit dem Tor zur 2:0-Führung in der 68. Minute sein erstes Pflichtspieltor im Profifußball.
Entgegen anderslautenden Pressemeldungen wurde Manea nie vom FC Chelsea verpflichtet, die Transferrechte erwarb bereits 2014 der zyprische Erstligist Apollon Limassol. 2015 wurde er für zwei Jahre an den belgischen Erstligisten Royal Excel Mouscron weiter verliehen, von 2017 bis 2019 spielte er auf Leihbasis beim CFR Cluj. Zur Spielzeit 2019/20 wurde er an den FCSB Bukarest verliehen, Ende Januar 2020 wurde das Leihgeschäft jedoch vorzeitig beendet und Manea wechselte erneut nach Cluj.

### Nationalmannschaft
Manea spielte für diverse Jugendmannschaften des rumänischen Fußballverbandes. Am 31. Mai 2014 kam er beim 1:0-Sieg gegen Albanien erstmals in der A-Nationalmannschaft zum Einsatz und ist damit der bis dahin jüngste rumänische Nationalspieler. Sein erstes Länderspieltor erzielte er am 5. Juni 2018 beim 2:0-Sieg im Testspiel gegen Finnland.

## Erfolge
CFR Cluj
- Rumänischer Meister: 2018, 2019, 2021
- Rumänischer Supercup-Sieger: 2018, 2020